# Élie Laval
Élie Laval est un homme politique français né le 1er novembre 1753 à Marnac (Dordogne) et mort  dans le même département, à Allas-de-Berbiguières le 26 janvier 1833.

## Biographie
Élie Laval naît dans le département de la Dordogne le 1er novembre 1753 à Marnac,.
Avocat, il s'installe à Allas-de-Berbiguières et en devient le maire. Il est également juge de paix du canton de Saint-Cyprien et conseiller général de la Dordogne entre prairial an VIII (1800) et 1810. IL devient député de la Dordogne le 20 septembre 1817, siégeant au centre-droit, fonction dont il démissionne le 30 avril ou le 9 mai 1820.
Il meurt à Allas-de-Berbiguières, au lieu-dit Goudou, le 26 janvier 1833,.